# Body Head Bangerz: Volume One
Roy Jones, Jr. Presents: Body Head Bangerz, Volume One, o semplicemente Body Head Bangerz: Volume One, è il titolo dell'album di debutto del gruppo hip hop Body Head Bangerz. Contiene le hit "Can't Be Touched" e "I Smoke, I Drank". Questo è invece il secondo disco per Roy Jones Jr., dopo l'uscita di Round One: The Album.
La versione originale dell'album è stata pubblicata il 3 agosto 2004 sotto l'etichetta Body Head Entertainment, mentre la seconda versione è uscita il 26 ottobre del medesimo anno sotto la Universal. Il disco comprende inoltre la partecipazione di molti artisti del genere southern hip hop o "Dirty South", tra i quali B.G., Lil' Flip, Petey Pablo, Mike Jones e Bun B, tra gli altri.

## Tracce

### Versione originale
| #  | Titolo                     | Produttore/i                                                               | Collaborazioni            | Durata |
| -- | -------------------------- | -------------------------------------------------------------------------- | ------------------------- | ------ |
| 1  | "Intro"                    |                                                                            |                           | 1:40   |
| 2  | "Can't Be Touched"         | Johnson, Awood/Harris, Tony/Jones, Roy Jr.                                 | Trouble Tha Truth         | 3:34   |
| 3  | "Don't Start It"           | Grey, Truis/Johnson, Awood/Jones, Roy Jr.                                  | Juvenile                  | 4:04   |
| 4  | "I Smoke, I Drank (Remix)" | Grigsby, Jeff/Johnson, Awood/Paul, Sean/Jones, Roy Jr.                     | YoungBloodZ               | 4:47   |
| 5  | "Keep It Moving"           | Barrett, Moses/Johnson, Awood/Jones, Richard/Hunter, Jerome/Jones, Roy Jr. | Petey Pablo & Fiend       | 3:52   |
| 6  | "You A Freak"              | Davis, Darnall/Johnson, Awood/Jones, Roy Jr.                               | Swells                    | 4:06   |
| 7  | "Down Here"                |                                                                            | B.G.                      | 4:50   |
| 8  | "U Known My Kind"          | Dorsey, Chris/Johnson, Awood/Jones, Roy Jr.                                | B.G.                      | 4:19   |
| 9  | "Big Bodies"               | Johnson, Awood/Hunter, Jerome/Jones, Roy Jr.                               |                           | 4:07   |
| 10 | "Ballers"                  | Weston, Wesley/Jones, Roy Jr.                                              | Lil' Flip                 | 3:39   |
| 11 | "24's"                     | Weston, Wesley/Jones, Roy Jr.                                              | Bun B & Mike Jones        | 5:16   |
| 12 | "Body Head Anthem"         | Johnson, Awood/Turner, Darwin/Jones, Roy Jr.                               |                           | 3:51   |
| 13 | "Go Hard, Go Home"         | Fassett, Chris/Turner, Darwin/Davis, Darnell/Jones, Roy Jr.                |                           | 5:24   |
| 14 | "Yahoo"                    | Abrams, Terry/Fassett, Chris/Johnson, Arwood                               |                           | 4:24   |
| 15 | "I Smoke, I Drank"         | Grigsby, Jeff/Johnson, Awood/Paul, Sean/Jones, Roy Jr.                     | Lil' Boosie & Young Bleed | 5:59   |
| 16 | "Outro"                    | Grigsby, Jeff/Johnson, Awood/Paul, Sean/Jones, Roy Jr.                     |                           | 0:46   |

### Seconda versione
| #  | Titolo                     | Produttore/i                                                               | Collaborazioni            | Durata |
| -- | -------------------------- | -------------------------------------------------------------------------- | ------------------------- | ------ |
| 1  | "Intro"                    |                                                                            |                           | 1:40   |
| 2  | "Can't Be Touched"         | Johnson, Awood/Harris, Tony/Jones, Roy Jr.                                 | Trouble Tha Truth         | 3:34   |
| 3  | "Don't Start It"           | Grey, Truis/Johnson, Awood/Jones, Roy Jr.                                  | Juvenile                  | 4:04   |
| 4  | "U Known My Kind"          | Dorsey, Chris/Johnson, Awood/Jones, Roy Jr.                                | B.G.                      | 4:19   |
| 5  | "I Smoke, I Drank"         | Grigsby, Jeff/Johnson, Awood/Paul, Sean/Jones, Roy Jr.                     | Lil' Boosie & Young Bleed | 5:59   |
| 6  | "I Smoke, I Drank (Remix)" | Grigsby, Jeff/Johnson, Awood/Paul, Sean/Jones, Roy Jr.                     | YoungBloodZ               | 4:47   |
| 7  | "Keep It Moving"           | Barrett, Moses/Johnson, Awood/Jones, Richard/Hunter, Jerome/Jones, Roy Jr. | Petey Pablo & Fiend       | 3:52   |
| 8  | "You A Freak"              | Davis, Darnall/Johnson, Awood/Jones, Roy Jr.                               | Swells                    | 4:06   |
| 9  | "Big Bodies"               | Johnson, Awood/Hunter, Jerome/Jones, Roy Jr.                               |                           | 4:07   |
| 10 | "Ballers"                  | Weston, Wesley/Jones, Roy Jr.                                              | Lil' Flip                 | 3:39   |
| 11 | "24's"                     | Weston, Wesley/Jones, Roy Jr.                                              | Bun B & Mike Jones        | 5:16   |
| 12 | "Can't Let Go"             |                                                                            | Swells                    | 3:07   |
| 13 | "Body Head Anthem"         | Johnson, Awood/Turner, Darwin/Jones, Roy Jr.                               |                           | 3:51   |
| 14 | "Yahoo"                    | Abrams, Terry/Fassett, Chris/Johnson, Arwood                               |                           | 4:24   |
| 15 | "Getting Money Right"      |                                                                            | Swells                    | 5:12   |
| 16 | "Go Hard, Go Home"         | Fassett, Chris/Turner, Darwin/Davis, Darnell/Jones, Roy Jr.                |                           | 5:24   |
| 17 | "Outro/We Run It"          |                                                                            | Young Pappy               | 5:07   |

## Classifiche
| Classifiche (2004)     | Posizione più alta |
| ---------------------- | ------------------ |
| Top Heatseekers        | 12                 |
| Top R&B/Hip-Hop Albums | 38                 |